# Tarsus (district)
Tarsus is een Turks district in de provincie Mersin en telt 318.553 inwoners (2007). Het district heeft een oppervlakte van 2019,4 km². Hoofdplaats is Tarsus.
De bevolkingsontwikkeling van het district is weergegeven in onderstaande tabel.
| 1997    | 2000    | 2007    |
| ------- | ------- | ------- |
| 309.608 | 348.205 | 318.553 |